# Östersocken
Östersocken är den östra delen av Föglö kommun på Åland. Området utgörs av den ö som på kartan kallas Östersocknen, en bestämd form av namnet som knappast används i folkmun, jämte kringliggande vatten och mindre öar. 
Östersocken består av sex byar: Brändö, Hastersboda, Horsholma, Sanda, Skogboda och Sommarö. 
Den ideella föreningen Östersocknens Byalag r.f., bildad 1984, är sammanhållande i trakten.
Östersocken har förbindelse med de västra delarna av Föglö via Brändöströmsbron över Brändöströmmen, det sund som skiljer Brändö från byn Sonboda. Den gamla bron, en smal hängbro byggd 1958, i folkmun Golden Gate,  ersattes 2022 av en ny bro av annan konstruktion.

## Namnets historia
Benämningarna Östersocken och Västersocken för de östra och västra delarna av Föglö verkar ha börjat användas kring sekelskiftet 1900 i samband med att folkskolor inrättades. Exempelvis nämns i tidningen Åland 1907 att Föglö skulle delas in i fem skoldistrikt: östersocken, Vargskär, Sonboda, Degerby och västersocken. Notera att Östersocken och Västersocken skrevs med liten begynnelsebokstav och tydligen inte uppfattades som egennamn.
Det allra tidigaste belägget härrör från samma tidning den 5 december 1896. Också då handlade det om skolor. ”I Östersocken finnes däremot 22 bönder och alla dessa hafva stora, rymliga lokaler för inkvartering af barn.” Denna skribent verkar däremot ha sett Östersocken som ett namn.

## Sevärdheter
- Hastersboda vandringsled startar från Isakssons stugby i slutet av byn Hastersboda. Leden är cirka fyra kilometer. Promenaden går längs med strandkanten och genom gammal skog. Skyltningen berättar om lokal historia, kulturmiljö och om naturens roll i skärgårdslivet förr i tiden. Vid vandringsleden finns även ett tio meter högt utsiktstorn. Leden utmärks med vitmålade stenar.

- Nedergårds gårdsmuseum finns i byn Brändö. Där finns samlingar inom skärgårdskultur och sjöfart, båtmodeller samt galleri Lillstugan.[6]